# Poltys unguifer
Poltys unguifer là một loài nhện trong họ Araneidae.
Loài này thuộc chi Poltys. Poltys unguifer được Eugène Simon miêu tả năm 1909.